# Strmca, Bloke
Strmca je naselje v Občini Bloke.